# عباس الحربي
عباس الحربي (مواليد 31 ديسمبر 1967) لاعب كرة يد كويتي وشارك في دورة الالعاب الاولمبية الصيفية عام 1996.

## روابط خارجية
- عباس الحربي على موقع أوليمبيديا (الإنجليزية)